# Guaranteed (Eddie Vedder)
Guaranteed è una canzone di Eddie Vedder inclusa nella colonna sonora del film Into the Wild - Nelle terre selvagge.
Come per le altre canzoni della colonna sonora, Vedder nello scrivere il testo si è ispirato alla vera storia di Christopher McCandless. Il brano ha vinto un Golden Globe 2008 per la migliore canzone originale ed è stato candidato ai Broadcast Film Critics Association Award e ai Grammy Award.
Nel videoclip, diretto da Marc Rocco, Eddie Vedder si esibisce in una stanza scura mentre scorrono varie immagini del film Into the Wild - Nelle terre selvagge.